# Sárga papsapkagomba
A sárga papsapkagomba (Gyromitra leucoxantha) a koronggombafélék családjába tartozó, Európában és Észak-Amerikában honos, fák korhadó anyagán élő, nem ehető gombafaj. 

## Megjelenése
A sárga papsapkagomba termőteste 4-10 cm széles, fiatalon csésze vagy tál alakú, idősen laposan, szabálytalanul kiterül. Felső felszíne eleinte sima, majd hamarosan ráncossá, hepehupássá válik, különösen a közepén. Színe sárga, sárgásbarna vagy narancsbarna. Alsó oldala fehéres és nagyon finoman szőrözött (nagyító alatt jól látható), a sérülések helyén barnásra színeződik. 
Tönkje rövid és vaskos, max. 5 cm magas és 3 cm vastag; ritkán hiányozhat is. Színe fehéres, átmenet nélkül olvad át a csészébe. 
Húsa 2-3 mm vastag, vizenyős, fehéres színű. Szaga és íze nem jellegzetes.
Spórapora fehér. Spórája megnyúlt, végei lecsapottak, egy-két olajcseppel, felszínük sima, méretük 28-40 x 12-16 µm.

### Hasonló fajok
Az erdei csészegomba, a ráncos koronggomba vagy a ráncos tárcsagomba hasonlíthat hozzá. 

## Elterjedése és termőhelye
Európában és Észak-Amerikában honos. 
Lomberdőkben és fenyvesekben él, szétkorhadt farönkökön, fatuskókon vagy azok közelében, egyesével vagy kisebb csoportokban. Tavasszal terem, néha már hóolvadás után.
Feltehetően mérgező, egyes rokonaihoz hasonlóan giromitrint tartalmazhat. 

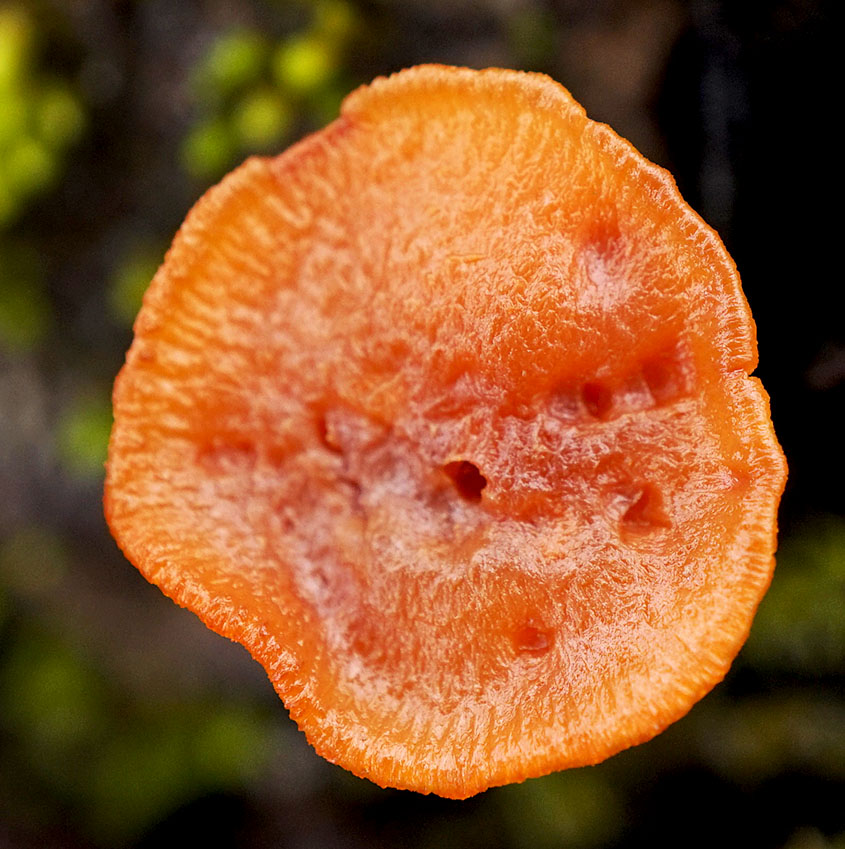
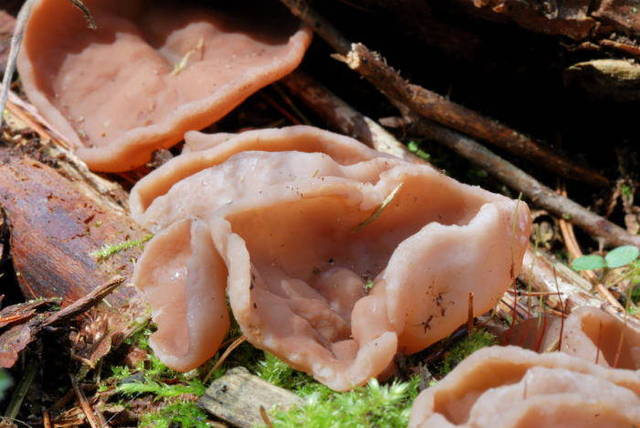
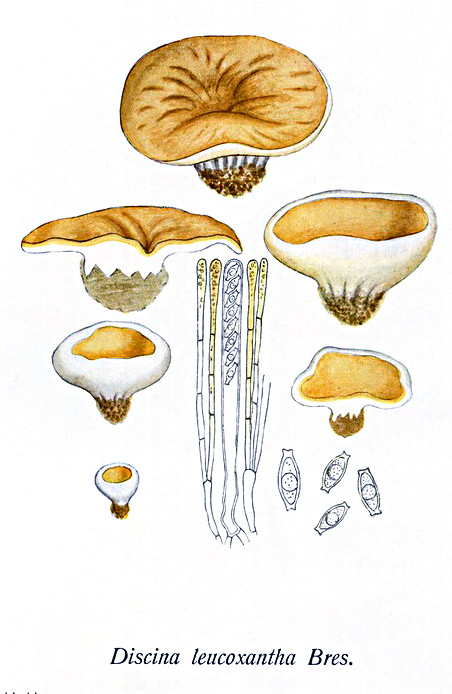